# Alessandro Fortis
Alessandro Fortis (Forlì, 16 settembre 1841 – Roma, 4 dicembre 1909) è stato un politico e militare italiano, detto anche Sandrino, Presidente del Consiglio dal 28 marzo 1905 all'8 febbraio 1906.
Alessandro Fortis è stato, nella storia del Regno d'Italia e poi della Repubblica, uno dei tre presidenti del Consiglio di origini ebraiche insieme a Luigi Luzzatti e Sidney Sonnino.

## Biografia

### Origini e giovinezza
Alessandro Fortis nacque il 16 settembre 1841 a Forlì, da Luigi Carlo Fortis, proveniente da un'agiata famiglia di origini ebraiche, e Francesca Ghinassi. Dopo la morte del padre, Alessandro fu affidato alla custodia di uno zio materno, Gaetano Ghinassi, di sentimenti liberali; nel 1856, a 15 anni, fu iscritto al Convitto Tolomei di Siena, gestito dagli scolopi, mentre successivamente frequentò l'"Apollinare" di Roma per approfondire gli studi di filosofia. I suoi ideali patriottici affiorarono quando, il 20 giugno 1859, indignato per la repressione pontificia seguita alle Stragi di Perugia, fu arrestato e messo al bando per la partecipazione ad una manifestazione sediziosa. Riparato a Pisa, dove frequentò la facoltà di giurisprudenza, Fortis vi incontrò Sidney Sonnino e Cesare Parenzo, futuro deputato radicale, grazie ai quali rafforzò le sue convinzioni nazionali.

### Garibaldino e repubblicano
Fortis esordì ben presto in politica su posizioni di Sinistra molto accese, facendo parte dei circoli democratici mazziniani (come il Circolo democratico fondato a Pisa nel 1862 con Parenzo); per le sue idee fu facilmente attratto dallo spirito d'azione di Giuseppe Garibaldi, militando nelle formazioni volontarie garibaldine. Come garibaldino combatté in Trentino nel 1866 durante la terza guerra d'indipendenza, nella battaglia di Monte Suello, agli ordini di Giacinto Bruzzesi, comandante del 3º Reggimento del Corpo Volontari Italiani, e successivamente nella Campagna dell'Agro romano per la liberazione di Roma nel 1867, nel corso della quale perì suo cugino Achille Cantoni, caduto nella battaglia di Mentana. La sua ultima impresa da volontario garibaldino avvenne nel 1870, quando seguì Garibaldi in Francia per accorrere in aiuto della Terza Repubblica francese, nata sulle ceneri del Secondo Impero francese di Napoleone III, disgregatosi nel corso della Guerra franco-prussiana.
Di ritorno in Italia, Fortis, che nel 1864 si era laureato in giurisprudenza ed era divenuto avvocato, tornò a militare in politica tra i democratici radicali mazziniani: infatti il 2 agosto 1874 fu, insieme ai democratici forlivesi Aurelio Saffi e Antonio Fratti, arrestato in una retata durante il raduno radicale di Villa Ruffi, in Romagna, con l'accusa di organizzare un'insurrezione anti - monarchica. Incarcerato a Spoleto e poi assolto perché il fatto non sussisteva, Fortis cominciò ad avvicinarsi alle posizioni più moderate della Sinistra storica, che aveva come programma la tutela e il rafforzamento delle istituzioni statutarie. Ciò emerse nel settembre del 1876, durante il congresso nazionale delle società operaie tenutosi a Genova, organizzato per decidere il nuovo corso elettorale da tenere dopo la "rivoluzione parlamentare" del 18 marzo dello stesso anno, che aveva visto la caduta della Destra storica dal governo del Paese e l'avvento della Sinistra al potere, nella persona del suo leader Agostino Depretis. Prevalse la linea tenuta da Fratti, favorevole all'astensione, mentre altri, come Saffi e Fortis, decisero di partecipare alle elezioni, scorgendo nel programma del nuovo governo il cambio del ceto dirigente italiano.

### La carriera politica
Battuto dal candidato moderato nelle elezioni dell'ottobre del 1876 nel collegio di Forlì, riuscì ad entrare alla Camera dei deputati il 26 maggio 1880, dopo le elezioni per la XIV legislatura del Regno d'Italia, segnalandosi cinque giorni dopo per l'appoggio dato alla mozione del deputato radicale Felice Cavallotti per sollecitare l'accelerazione della riforma elettorale. Ben presto Fortis si convertì politicamente alla monarchia dei Savoia, accostandosi lentamente alle posizioni di Francesco Crispi, anch'egli originariamente mazziniano poi divenuto monarchico.
Quando Crispi divenne Presidente del Consiglio in sostituzione di Depretis, deceduto durante il mandato, Fortis divenne sottosegretario all'interno nel governo Crispi: tale nomina, avvenuta il 2 febbraio 1888, fu dovuta all'appoggio dato dal deputato romagnolo alla politica coloniale crispina e all'organizzazione del viaggio di re Umberto I in Romagna, nel segno di una pacificazione tra la Corona e un territorio fortemente intriso di ideali repubblicani, culminata con l'amnistia concessa dal sovrano all'anarchico Amilcare Cipriani dietro la mediazione di Fortis. Restò sottosegretario anche nel secondo governo Crispi, al governo fino al 1890.
Nel 1891, con l'avvento di Giovanni Giolitti, il politico italiano fu uno dei primi a nutrire simpatie per l'emergente statista piemontese, allora inviso alla maggioranza parlamentare per il suo grigiore burocratico, durata anche dopo lo Scandalo della Banca Romana del 1893, che portò la caduta del Governo Giolitti I e il ritorno sulla scena politica di Crispi. Quando questi, in seguito alla battaglia di Adua, si ritirò definitivamente dall'agone parlamentare, Fortis fu momentaneamente in difficoltà per l'emarginazione politica operata dagli antichi colleghi repubblicani, tanto da rischiare di non risultare eletto alle elezioni politiche del marzo del 1897 nel suo collegio (fu eletto invece in quello di Poggio Mirteto).
Pur essendo di sinistra, Fortis accettò nel giugno 1898 il ministero dell'Agricoltura nel primo governo Pelloux, sostenuto dall'esterno dai gruppi parlamentari di Zanardelli e di Giolitti, opponendosi tuttavia ai provvedimenti repressivi di Pelloux, dimessosi nel 1899 a causa dell'ostruzionismo delle opposizioni che bloccarono le sue leggi liberticide. Subito dopo appoggiò i governi Zanardelli e Giolitti, divenendo un intimo amico e collaboratore di quest'ultimo.

### Presidente del Consiglio
Il 28 marzo 1905, su indicazione di Giolitti, formò il suo primo governo, legato soprattutto alla nazionalizzazione delle ferrovie. Nel governo mantenne anche il ministero degli esteri.
Il problema legato alla statalizzazione della rete ferroviaria nazionale era da tempo dibattuto e toccava interessi talmente profondi e intrecciati che lo stesso Giolitti vi rinunciò, dimettendosi e indicando la figura di Fortis come possibile esecutore delle sue direttive. Il progetto di nazionalizzazione, pur approvato, suscitò vivaci proteste sia tra i conservatori che tra i radicali: i primi contestavano l'eccessivo indennizzo dato alle compagnie private per il riscatto delle linee ferrate, mentre i radicali protestavano per il fatto che, con la nazionalizzazione, i dipendenti delle ferrovie non avessero più il diritto di sciopero, proibito per i dipendenti pubblici.
La maggioranza giolittiana della Camera però si sfaldò presto: lo si vide quando, l'8 novembre 1905, il suo governo venne battuto alla Camera, che respinse un trattato commerciale con la Spagna, il quale riduceva i dazi sull'importazione dei vini spagnoli, cosa che avrebbe danneggiato i viticultori piemontesi e pugliesi. Fortis allora si dimise il 24 dicembre, ma ricevette il reincarico dal re Vittorio Emanuele III e formò un nuovo governo, dove tenne il dicastero dell'interno, governo che però non ottenne la fiducia della Camera; pertanto, l'8 febbraio 1906 il primo ministro presentò definitivamente le dimissioni.

### Gli ultimi anni
Negli anni che seguirono Fortis appoggiò sempre la politica giolittiana, lavorando alla commissione parlamentare per l'approvazione della conversione della rendita, anche se si discostò dalla politica estera del ministero sulla Triplice Alleanza, dopo l'annessione della Bosnia da parte di Vienna nel 1908, parlando di violazione del trattato da parte degli austriaci, pur votando subito dopo la fiducia al governo sulla politica estera.
Fu colpito, nell'estate del 1909, da una setticemia uricemica che lo costrinse ad una lenta agonia, protrattasi fino alla morte, avvenuta il 4 dicembre dello stesso anno a Roma, a 68 anni. Le sue scelte politiche furono molto discusse nel Partito Repubblicano, tanto che la partecipazione di Giuseppe Bellini, allora sindaco repubblicano di Forlì, al suo funerale provocò tale clamore da spingere il Bellini alle dimissioni da Sindaco.
È sepolto nel cimitero monumentale di Forlì.

## Vita privata
Alessandro Fortis fu il primo esponente politico di origine ebraica ad assurgere alla carica di Presidente del Consiglio dei ministri del Regno d'Italia.
Sua figlia Maria Fortis sposò il forlivese conte Rinaldo Girolamo Saffi (1868-1929), figlio del celebre politico conte Aurelio Saffi (1819-1890). La coppia ebbe due figli: Giorgio Aurelio Saffi (poi sposato con Maria Maddalena dei conti Forcioli) ed Elide Saffi (poi sposata al russo André Boesch).
Il cantautore Alberto Fortis è un suo parente.
Di origine ebraica (anche se non fu mai praticante) e inizialmente anticlericale e affiliato alla Massoneria (dapprima al Grande Oriente d'Italia, poi dopo il 1909, alla Gran Loggia d'Italia), nella quale raggiunse il 33º grado del Rito scozzese antico ed accettato e fu membro del suo Supremo Consiglio, si convertirà al cattolicesimo in tarda età e morì confortato dall'assistenza spirituale di don Luigi Orione, come racconta lo stesso sacerdote.

## Riconoscimenti e celebrazioni
Il busto di Alessandro Fortis, opera dello scultore Emilio Gallori, si trova alla Camera dei deputati.
Diverse città gli hanno dedicato una via, come: Forlì, Ravenna, Rimini, Roma, Canosa di Puglia e Milano.